# Aliança Nacional (Lituània)
L'Aliança Nacional (en lituà: Nacionalinis susivienijimas, NS) és un partit d'extrema-dreta de Lituània fundat el 7 de març de 2020 i liderat pel filòsof Vytautas Radžvilas.

## Història
L'Aliança Nacional es va formar a partir del moviment Fòrum de Vílnius, posteriorment Fòrum Nacional, liderat pel filòsof i professor Vytautas Radžvilas i que es centrava en criticar la globalització, el liberalisme i els drets LGTB. Durant aquest període, va guanyar notorietat per un conflicte amb la Universitat de Vilnius fruit per les seves opinions euroescèptiques i de dretes, on impartia classe a l'Institut de Relacions Internacionals i Ciències Polítiques.
Al 2019, Vytautas va crear el Comitè electoral "Vytautas Radžvilas: recupera l'estat!" (Vytautas Radžvilas: susigrąžinkime valstybę!) per a participar en les eleccions al Parlament Europeu de 2019. En aquestes, la plataforma va obtenir el 3.35% dels vots, lluny d'arribar a aconseguir representació. Posteriorment, van establir converses amb el candidat presidencial de 2019 Arvydas Juozaitis i la Unió Cristiana considerant una possible unificació, però les negociacions van fracassar a causa d'un conflicte personal, forçant així la creació de l'Aliança Nacional de manera separada el 7 de març de 2020.
A les eleccions legislatives del mateix any, el nou partit obtingué el 2.21% dels vots i cap escó al Seimas. Alguns analistes van apuntar que el NS representava el mateix electorat que la Llista Lituana, organització que va tenir representació al Parlament durant la legislatura de 2016.
Al 2023 l'Aliança aconseguí tres escons al consell municipal de Vilnius, tot i que un d'ells, Aleksandras Nemunaitis, va ser expulsat només un mes després per incomplir la línia del partit. A les eleccions legislatives de 2024, el NS va obtenir el seu primer diputat al Seimas, mantenint-se a l'oposició.

## Resultats electorals

### Seimas
| Any  | Líder              | Vots   | %          | Escons  | +/– | Govern            |
| ---- | ------------------ | ------ | ---------- | ------- | --- | ----------------- |
| 2020 | Vytautas Radžvilas | 25,092 | 2.21 (#10) | 0 / 141 | Nou | Extraparlamentari |
| 2024 | Vytautas Radžvilas | 35,630 | 2.87 (#9)  | 1 / 141 | 1   | Oposició          |

### Eleccions Municipals
| Any  | Vots   | %          | Regidors  | Alcaldes | +/– |
| ---- | ------ | ---------- | --------- | -------- | --- |
| 2023 | 13,140 | 1.12 (#12) | 3 / 1.498 | 0 / 60   | -   |

### Parlament Europeu
| Any  | Líder              | Vots   | %          | Escons | +/– | Grup |
| ---- | ------------------ | ------ | ---------- | ------ | --- | ---- |
| 2019 | Vytautas Radžvilas | 41,860 | 3.35 (#10) | 0 / 11 | Nou | –    |
| 2024 | Vytautas Radžvilas | 25,688 | 3.79 (#11) | 0 / 11 | =   | –    |